# Airco DH.10
Airco DH.10 Amiens – trzymiejscowy bombowiec z okresu międzywojennego.

## Historia
Prototyp tego samolotu pojawił się w 1918 roku. DH.10 miał drewnianą konstrukcję pokrytą sklejką lub płótnem, był czterokomorowym dwupłatowcem ze sztywnym tylnym podwoziem płozowym. Prototyp, któremu nadano nazwę Amiens Mk I odbył swój pierwszy lot 4 marca 1918 roku. Miał dwa tłokowe silniki rzędowe BHP, każdy o mocy 171,5 kW (230 KM), które napędzały dwułopatowe drewniane śmigła pchające znajdujące się za krawędziami spływu płata.
Drugi prototyp, Amiens MK II posiadał dwa silniki Rolls-Royce Eagle VIII w układzie V, każdy o mocy 268,5 kW (360 KM), napędzające dwułopatowe śmigła ciągnące znajdujące się z przodu krawędzi natarcia płatów. Zmiana ta poprawiła znacznie osiągi samolotu, ale do wersji produkcyjnej wybrano amerykański silnik rzędowy Packard Liberty 12 również w układzie V, o mocy około 298 kW (400 KM). Napęd ten był próbowany również w prototypie Amiens MK III.
Początkowe zamówienia zostały złożone na 800 samolotów, a kolejne zwiększyły produkcję do 1275 egzemplarzy. Dostawy bombowca Amiens Mk II miały jednak poważne opóźnienie. Powodem były problemy z początkową fazą rozwoju prototypu, jak również z produkcją i dostawami silników Liberty 12 ze Stanów Zjednoczonych. Pierwsze samoloty zostały dostarczone w październiku 1918 roku. Najpierw trafiły do 104 dywizjonu Samodzielnych Sił Bombowych, będącą formacją strategiczną RAF-u we Francji. Dywizjon nie otrzymał jednak statusu operacyjnego do zakończenia I wojny światowej.
Amiens Mk IIIA, znany wśród producentów jako DH.10A, stanowił ulepszoną wersję Amiens Mk III z gondolami silników obniżonymi do górnej powierzchni dolnego płata w celu uproszczenia systemu podpórek i zmniejszenia oporu. Oznaczenie DH.10B było zarezerwowane dla cywilnej wersji samolotu, natomiast DH.10C nadano niewielkiej liczbie maszyn, posiadających dwa silniki Eagle VIII o łącznej mocy 560 kW (750 KM). Zmiany były spowodowane zakończeniem dostaw silnika Liberty. Do grudnia 1918 roku łączna produkcja samolotów DH.10 wyniosła 258 egzemplarzy.
Samoloty pozostały w użyciu do 1923 roku w 60 dywizjonie pełniącym służbę w Indiach i 216 dywizjonie, gdzie odbył pionierską służbę operacyjną w zakresie transportu powietrznego i poczty lotniczej między Kairem i Bagdadem.